# Mapeamento UV

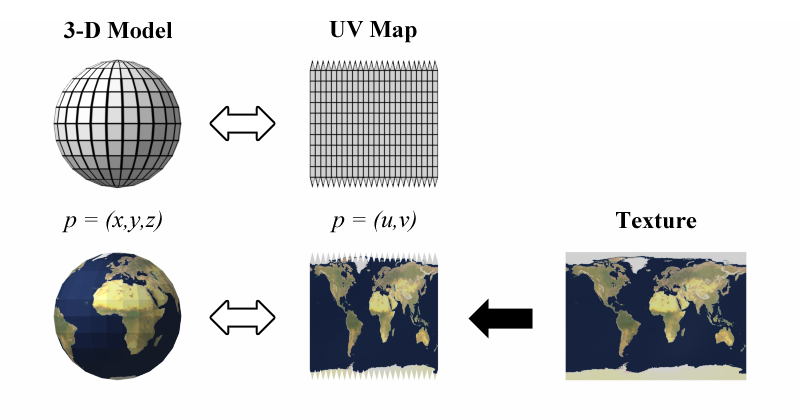
Aplicação de uma textura no espaço UV relacionada ao efeito em 3D.

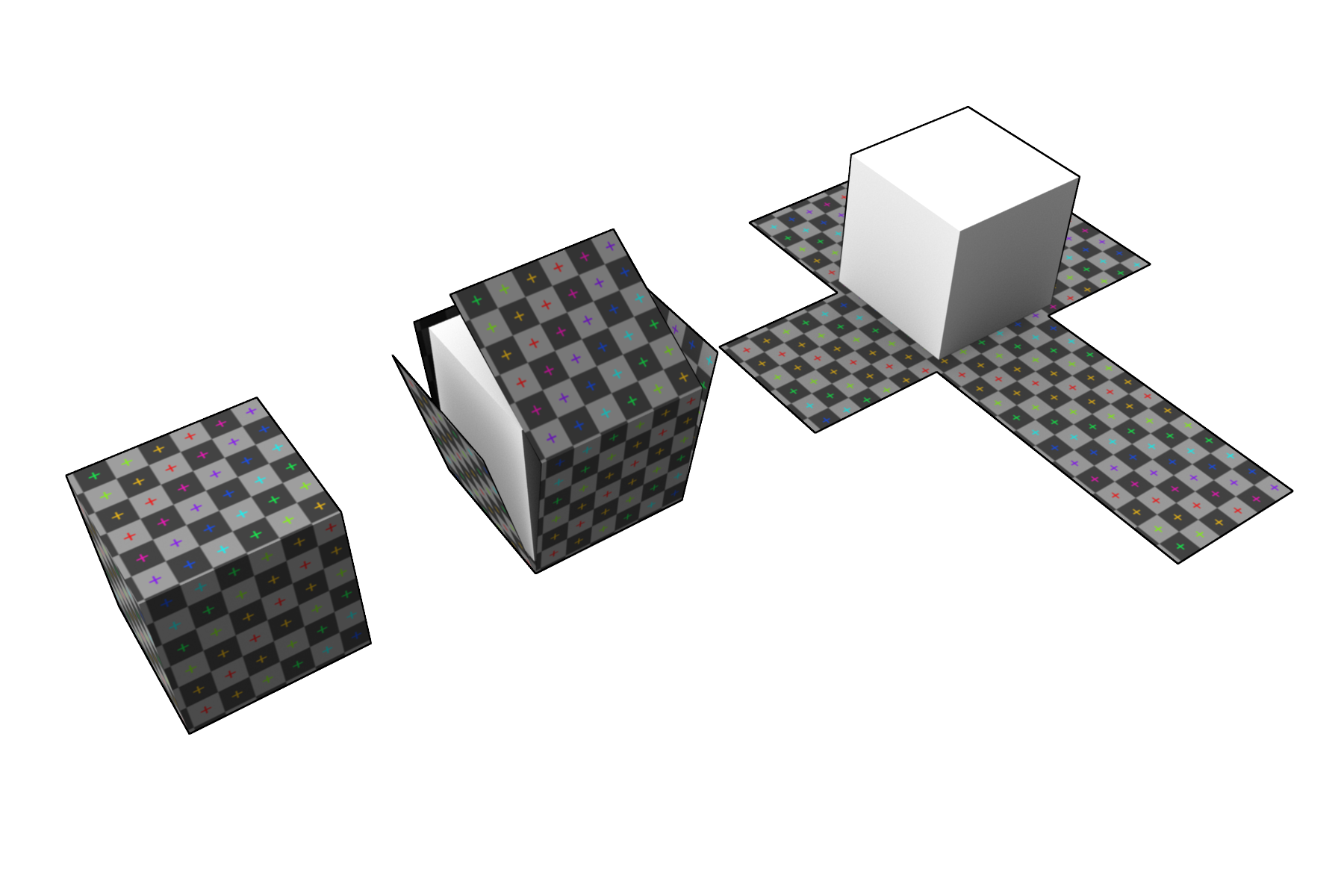
Uma representação do mapeamento UV de um cubo. A planificação de um cubo faz parte do processo de mapeamento.

Mapeamento UV é um processo de modelagem 3D que consiste em projetar uma imagem 2D na superfície de um modelo 3D para mapeamento de textura.

## Mapeamento UV
Este processo projeta um mapa de textura em um objeto 3D. As letras "U" e "V" denotam os eixos da textura 2D porque o "X", "Y" e "Z" são já usados para indicar os eixos do objeto 3D no espaço tridimensional.
Texturização UV permite que os polígonos que compõem um objeto 3D sejam pintados com a cor (e outros atributos de superfície) de uma imagem comum. A imagem é chamada de mapa de textura UV. O processo de mapeamento UV envolve o mapeamento de pixels na imagem a pontos na superfície no polígono, que geralmente é feito "programaticamente" copiando um pedaço triangular da imagem e colando-o em um triângulo do objeto. UV é uma alternativa ao mapeamento de projeção (ou seja, usando qualquer par de coordenadas X,Y,Z, ou qualquer transformação da posição); apenas mapeia para um espaço de textura ao invés do espaço geométrico do objeto. Mas a computação de renderização utiliza as coordenadas da textura UV para determinar como pintar a superfície em três dimensões.

## Técnicas de aplicação

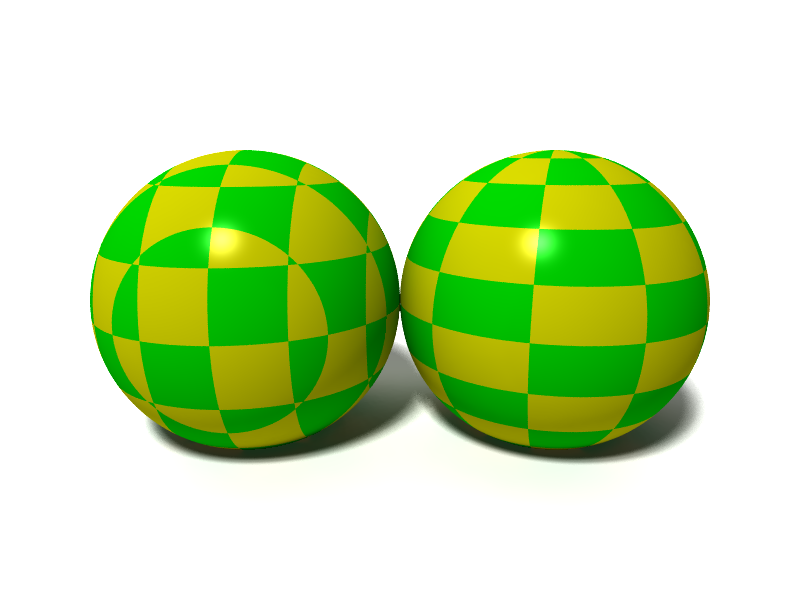
Uma esfera com textura xadrez, sem (esquerda) e com (direita) mapeamento UV (xadrez 3D ou xadrez 2D).

No exemplo à direita, uma esfera recebe uma textura quadriculada de duas maneiras. À esquerda, sem mapeamento UV, a esfera é esculpida a partir de uma textura xadrez no espaço tridimensional euclidiano. Com o mapeamento UV, a textura xadrez tem suas coordenadas UV mapeadas conforme a latitude e longitude da esfera.

### Desdobramento UV
Quando um modelo é criado como uma malha de polígonos, usando um modelador 3D, coordenadas UV (também conhecidas como coordenadas de textura) podem ser geradas para cada vértice da malha. Uma maneira que modeladores 3D fazem isso é desdobrando a malha de triângulos nas "costuras" (seams em inglês), automaticamente colocando triângulos em um plano. Se a malha for uma esfera UV, por exemplo, o modelador pode transformá-la em uma projeção cilíndrica equidistante. Uma vez que o modelo esteja desdobrado, o artista pode pintar uma textura em cada triângulo individualmente, usando a malha desdobrada como modelo. Quando a cena for renderizada, cada triângulo será mapeado para a textura adequada da "folha de decalque".
Um mapa UV pode ser gerado automaticamente pelo software, criado manualmente pela artista, ou alguma combinação de ambos. Muitas vezes, um mapa UV será gerado e, em seguida, a artista irá ajustar e otimizar o mesmo para minimizar costuras e sobreposições. Se o modelo for simétrico, a artista pode sobrepor triângulos opostos para permitir que ambos os lados sejam pintados simultaneamente.
Coordenadas UV são, opcionalmente, aplicadas por face. Isso significa que um vértice compartilhado pode ter diferentes coordenadas UV para cada um dos seus triângulos, então triângulos adjacentes podem ser cortados e colocadas em áreas diferentes do mapa de textura.
O processo de mapeamento UV na sua forma mais simples requer três etapas: desdobramento da malha, criação a textura, e aplicação da textura.
Mapeamento UV pode usar a repetição de texturas, ou um mapeamento 'único'.

## Encontrando UV em uma esfera
Para qualquer ponto {\displaystyle P} na esfera, calcular {\displaystyle {\hat {d}}}, que é o vetor unitário de {\displaystyle P} até a origem da esfera.
Supondo que os polos da esfera estejam alinhados com o eixo Y, as coordenadas UV no intervalo {\displaystyle [0,1]} podem ser calculadas como segue:
{\displaystyle u=0.5+{\frac {\arctan 2(d_{z},d_{x})}{2\pi }}}
{\displaystyle v=0.5-{\frac {\arcsin(d_{y})}{\pi }}}